# 长宁区图书馆
上海市长宁区图书馆，通称长宁图书馆，是一座位于上海市长宁区天山路356号的图书馆，前身是上海市人民图书馆静安区第二阅览室。

## 历史
- 1955年改称长宁区阅览室
- 1956年7月迁江苏路333号，正式成立长宁区图书馆

## 附近交通
141路、825路、855路、54路公共巴士及上海地铁2号线威宁路站

## 历任馆长及副馆长
馆长：
1. 林嘉桢
2. 刘素珍
3. 张国安
4. 王莺
5. 胡孝平

副馆长：
1. 赵还宗
2. 陈琪
3. 吴西虹
4. 吴培华
5. 王昭
6. 毛惠良
7. 张来庆